# 척 (쇠고기)
척 스테이크(chuck steak)는 쇠고기 부위 중 하나로, 하위 주요 부위인 척의 일부이다.
전형적인 척 스테이크는 약 2.5 cm (1인치) 두께의 직사각형 부위로, 소 어깨뼈의 일부를 포함하고 있으며, 단면의 어깨뼈 모양이 숫자 '7'과 닮아 종종 "7자 뼈 스테이크"로 알려져 있다. 이 부위는 보통 바비큐하거나 브레이징한다. 더 두꺼운 버전은 "7자 뼈 로스트" 또는 "척 로스트"로 판매되며, 보통 냄비 로스트로 액체와 함께 조리한다.
뼈 있는 척 스테이크나 로스트는 쇠고기 중에서도 경제적인 부위 중 하나이다. 영국에서는 이 부위를 보통 "브레이징 스테이크"라고 부른다. 풍부한 맛과 살코기 및 지방의 균형 때문에 다진 쇠고기용으로 특히 인기가 많다.

## 변형
다른 뼈 없는 척 부위로는 척 아이(롤 중앙의 뼈 없는 부위로 델모니코 스테이크 또는 척 아이 스테이크로 판매됨), 척 필레 (척 텐더 스테이크 또는 모크 텐더 스테이크로 판매됨), 크로스 립 로스트 (크로스 립 냄비 로스트, 잉글리시 로스트 또는 "빵과 버터 컷"으로 판매됨), 톱 블레이드 스테이크 또는 치킨 스테이크, 언더 블레이드 스테이크 ("덴버 컷"이라고도 함), 숄더 스테이크 및 숄더 로스트, 암 스테이크 및 암 로스트가 있다.
대부분의 정육점에서는 목과 어깨 부위에서 두꺼운 척 스테이크와 얇은 척 스테이크를 자른다(종종 척 스테이크 또는 척 스테이크 패밀리 팩으로 판매됨). 하지만 일부 정육점에서는 크로스 립 부위의 중앙에서도 자른다. 짧은 갈비는 롤의 가장자리에서 잘라낸다.
일부 정육점에서는 크로스 립 냄비 로스트를 냄비 로스트라는 일반적인 이름으로 판매한다. 냄비 로스트와 크로스 립 냄비 로스트의 차이점은 두 가지 종류의 척 고기를 분리하는 수직 지방선이다. 크로스 립 냄비 로스트에는 지방선이 포함되어 있다. 이것이 로스트의 풍부한 풍미를 만들어낸다.

## 일반적인 용도
척은 콜라겐을 포함한 많은 양의 결합 조직을 포함하고 있으며, 이는 조리 중에 부분적으로 녹는다. 척 부위는 나눈 후 보통 스튜, 슬로 쿠킹, 브레이징, 또는 냄비 로스트에 사용되며, 원팟 조리 기구에 이상적이다. 척의 톱 블레이드 부분은 연골이 제거되면 두 번째로 부드러운 스테이크이기 때문에 구이용으로 선호된다. 척에서 얻은 다섯 번째 갈비는 일반적으로 6~12번 뼈에서 나오는 스탠딩 리브 로스트의 대체품으로 사용할 수 있다. 다섯 번째 갈비는 살코기 양에서 프라임 립을 능가하지만, 살코기와 뼈의 비율 면에서는 유사하다. 브리스킷과 짧은 갈비 사이에 위치한 척의 마지막 부분인 크로스컷 또는 크로스 립은 스테이크를 요리할 때 블레이드 대신 사용할 수도 있다. 숄더 클로드에서 잘라낸 척 부위는 서로인을 대신하여 사용하기도 한다. 맛이 매우 풍부하기 때문이다.

## 분류
미국에서는 척이 NAMP 113의 육류 분류 기준을 갖는다.

## 같이 보기
- 쇠고기 요리 목록